# Dominic Adams
Dominic Adams (Bristol, 17 de março de 1985) é um modelo britânico.